# Victoria (Guanajuato)
Victoria é um dos 46 municípios do estado de Guanajuato, no México. Divide-se em 139 localidades, sendo as mais importantes Los Remedios, Rancho Viejo, Palmillas, Misión Arnedo, Misión del Refugio, Milpillas, Malinto, Derramaderos, Cieneguillas, El Carmen e Álamos de Martínez. 